# 68-as busz (Ózd)
Az ózdi 68-as jelzésű autóbuszvonal Somsály, Hódoscsépány, az Autóbusz-állomás, Uraj és Susa között húzódik, amelyet a MÁV Személyszállítási Zrt. üzemeltet.

## Története
A 68-as helyijárat a Volánbusz Zrt. 2022-es vonalhálózati átszervezésében alakult, mely Ózdnak több településrészét köti össze, Somsálytól kezdve a 25-ös főúton Hódoscsépányon át Ráctagot, valamint a szlovákiai országhatár felé fekvő Uraj és Susa városrészeket. A buszvonal indításai betérnek a városi buszállomásra.
A 2022-ben bevezetett számozási rendszer értelmében a 68-as jelzés a központ és Somsály közötti 6-os és a központ és Uraj/Susa közötti 8-as buszok összevont járatát jelöli, a 68-asok üzemidején kívül ezen járatok vehetőek igénybe.

## Útvonala
| Somsály – Susa | Ellentétes irányban nem közlekedik. |
| --- | ----------------------------------- |
| Somsály, autóbusz-forduló ➝ Akna utca ➝ Somsályi út ➝ Deák út ➝ Csépányi út ➝ Vasvár út ➝ Munkás út ➝ Autóbusz-állomás ➝ Munkás út ➝ Jászi Oszkár utca ➝ Volny József út ➝ Velencetelep ➝ Petőfi Sándor út ➝ Uraji út ➝ Susai út ➝ Susa, autóbusz-forduló | Ellentétes irányban nem közlekedik. |

## Közlekedése
Az autóbuszjáratok csak szombati napokon közlekednek délelőtt, egy irányban. Ekkor egy somsályi és susai járatot vonnak össze.
| Viszonylat                             | Indításszám | Közlekedési rend |
| -------------------------------------- | ----------- | ---------------- |
| Somsály, aut. ford. ➝ Susa, aut. ford. | 1 oda       | szabadnapokon    |

## Megállóhelyei
| 0  | Somsály, autóbusz-forduló végállomás | 0.0 km  | 0  | 6, 63, 76 |
| 1  | Somsály, Vörösmarty utca             | 0.7 km  | 2  | 6, 26, 63, 76 |
| 2  | Somsály, Akna utca 10.               | 1.3 km  | 3  | 6, 26, 63, 76 |
| 3  | Somsály, Erzsébet-telep              | 1.9 km  | 4  | 6, 26, 63, 76 |
| 4  | Hódoscsépány, Deák Ferenc út 108.    | 2.7 km  | 6  | 6, 26, 63, 76 |
| 5  | Somsályi elágazás                    | 3.6 km  | 8  | 6, 26, 63, 76 1031, 1034, 1051 3770, 4180, 4185 |
| 6  | Hódoscsépány, élelmiszerbolt         | 4.5 km  | 10 | 6, 26, 63, 76 1031, 1034, 1051, 1384 3770, 4180, 4185 |
| 7  | Lam út                               | 5.2 km  | 12 | 6, 26, 63, 76 |
| 8  | Béke szálló                          | 5.5 km  | 13 | 6, 26, 63, 76 3770, 4180, 4185 |
| 9  | Bolyki elágazás                      | 6.0 km  | 14 | 2, 2A, 6, 12, 20, 20A, 21, 23, 26, 63, 76 1031, 1034, 1051, 1369, 1384 3770, 4102, 4180, 4185, 4186 |
| 10 | Városháztér                          | 6.6 km  | 15 | 2, 2A, 6, 12, 20, 20A, 21, 23, 26, 63, 76 1369, 1384 3770, 4102, 4180, 4185, 4186 |
| 11 | Gyujtó tér                           | 7.2 km  | 17 | 2, 2A, 4, 6, 7, 8, 12, 20, 20A, 21, 23, 26, 47, 63, 74, 76, 78 4102 |
| 12 | Autóbusz-állomás                     | 7.5 km  | 19 | 1, 2, 2A, 3, 4, 6, 7, 8, 12, 20A, 21, 26, 47, 74, 76, 78 1031, 1034, 1051, 1369, 1384, 1411 3410, 3770, 3773, 4101, 4102, 4104, 4140, 4145, 4147, 4148, 4150, 4151, 4153, 4155, 4157, 4158, 4160, 4161, 4180, 4185, 4186 |
| 13 | Gyujtó tér                           | 8.1 km  | 20 | 2, 2A, 4, 6, 7, 8, 12, 20, 20A, 21, 23, 26, 47, 63, 74, 76, 78 4102 |
| 14 | Vasútállomás                         | 8.9 km  | 22 | 4, 7, 8, 12, 21, 47, 74, 76, 78 1369, 1384, 1410, 1411 3770, 3773, 4104, 4140, 4145 személyvonat – Ózd (92) |
| 15 | Zsolnai tér                          | 9.7 km  | 24 | 8, 12, 21, 78 |
| 16 | Petőfi utca 157.                     | 10.4 km | 25 | 8, 78 |
| 17 | Nyár út                              | 10.8 km | 26 | 8, 78 |
| 18 | Petőfi utca 239.                     | 11.4 km | 27 | 8, 78 |
| 19 | Uraj, Tormás utca                    | 12.1 km | 29 | 8, 78 |
| 20 | Uraj, szabadidőközpont               | 12.8 km | 31 | 8, 78 |
| 21 | Uraj, Uraji út 94.                   | 13.2 km | 32 | 8, 78 |
| 22 | Susa, élelmiszerbolt                 | 16.0 km | 37 | 8, 78 |
| 23 | Susa, Szent Anna Otthon              | 16.3 km | 38 | 8, 78 |
| 24 | Susa, autóbusz-forduló végállomás    | 16.9 km | 39 | 8, 78 |